# Lithospongia torva
Lithospongia torva är en svampdjursart som beskrevs av Duchassaing och Giovanni Michelotti 1864. Lithospongia torva ingår i släktet Lithospongia, ordningen Hexactinosida, klassen glassvampar, fylumet svampdjur och riket djur.
Artens utbredningsområde är havet kring Brittiska Jungfruöarna. Inga underarter finns listade i Catalogue of Life.